# Johann Gottfried Kemmeter

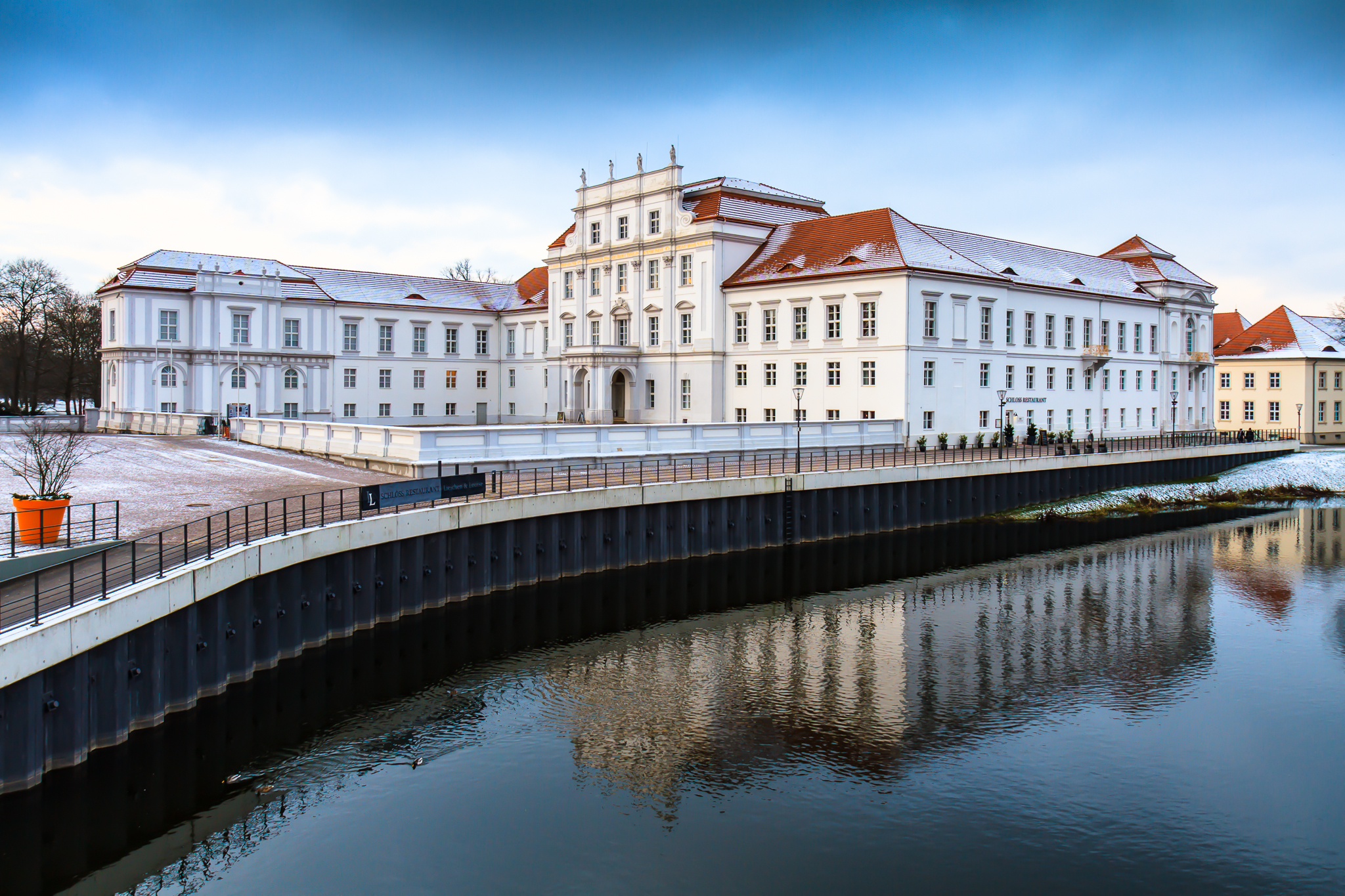
Kasteel Oranienburg

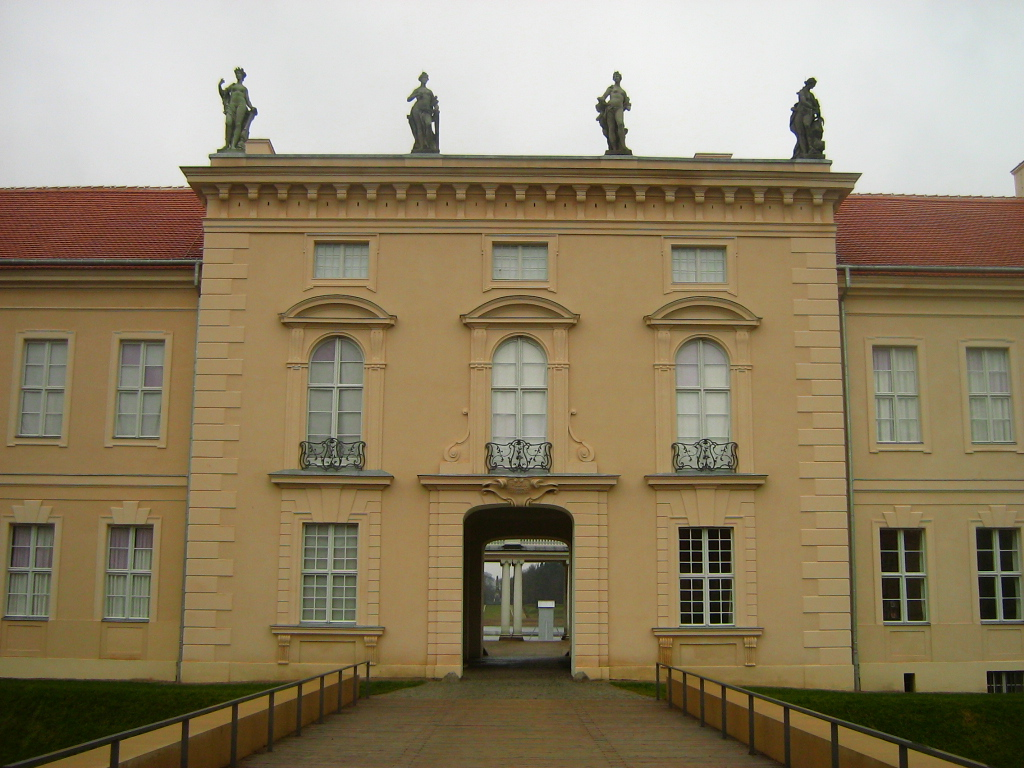
Kasteel van Rheinsberg

Johann Gottfried Kemmeter (- Berlijn, 1748) was een Pruisisch architect die voor kroonprins Frederik Willem I van Pruisen begon met de ombouw van het kasteel van Rheinsberg.
Hij werd eind 17e eeuw geboren als zoon van de uit Regensburg naar Berlijn verhuisde architect Michael Kemmeter, die onder meer werkte aan de Deutscher Dom, de Alte Synagoge (Berlin) in de Heidereitergasse, het raadhuis van Cölln en de Garnisonkirche (Berlin).
Johann Gottfried Kemmeter ging in de leer bij Martin Heinrich Böhme (1676 – 1725). Hij reisde naar Italië. In 1723 werd hij te Berlijn benoemd tot bouwopzichter bij de Kurmärkischen Kriegs- und Domänenkammer. In 1726 ontwierp hij de nieuwe kerk van Joachimsthal, maar die kostte te veel en werd niet gebouwd. Van 1727 tot 1729 renoveerde hij kasteel Oranienburg. Hij voorzag een attika met vazen erop, vernieuwde de brug en zette een verdieping op het paviljoen in dezelfde trant van Johann Friedrich Eosander von Göthe. Hij bouwde een zijvleugel om het paviljoen met het hoofdgebouw te verbinden. In 1729 herstelde hij kasteel Friedrichsthal, Oranienburg. In 1731 werd hij bouwdirecteur bij de Kurmärkische Kammer. Hij bouwde een watermolen te Manschnow in Oderbruch. In 1733 bouwde hij de dorpskerk van Nudow.
In 1734 begon hij met de ombouw van kasteel Rheinsberg, dat koning Frederik Willem I van Pruisen voor zijn kroonprins Frederik II van Pruisen had gekocht. Hij bouwde een verdieping bij. In 1737 breidde hij de oostelijke vleugel uit. Vanaf 1738 nam Georg Wenzeslaus von Knobelsdorff de verdere ombouw over.
Onder leiding van Johann Carl Stoltze legde Kemmeter het Havelländisches Luch bij Königshorst droog. Samen met Stoltze, Philipp Wilhelm Nuglisch en Friedrich Wilhelm Diterichs onderzocht Johann Gottfried Kemmeter de instorting van de Petruskerk (Berlin-Mitte). In 1740 verloor Kemmeter al wat hij bezat in de stadsbrand van Rheinsberg.
Hij leidde de bouw van het Finowkanaal. In 1745 werd hij op voorstel van Diterichs bouwopzichter te Brandenburg. Hij werkte opnieuw aan het kasteel Oranienburg voor de nieuwe eigenaar prins August Willem van Pruisen. Zijn ontwerp van een nieuw raadhuis voor Templin werd terzijde geschoven.
- Gemeinsame Normdatei: 136062105
- International Standard Name Identifier: 0000 0003 9908 869X
- Union List of Artist Names: 500073842
- Virtual International Authority File: 231038583